# Се-Ри
Се-Ри — бронированная ремонтно-эвакуационная машина, созданная в Японии на базе танка Чи-Ха.

## Описание
На Се-Ри башня с 47-мм орудием была заменена на небольшую коническую башенку с 7,7-мм пулеметом Тип 97. В кормовой части машины размещалась стрела крана грузоподъёмностью до 5 тонн, с помощью которой можно было производить в полевых условиях замену двигателя или демонтаж и монтаж башни среднего танка. Благодаря установленному на Се-Ри форсированному дизельному двигателю Мицубиси Тип 100 (аналогичный применявшемуся на танке Чи-Хе), развивавшего мощность в 240 л. с., он мог разгоняться  до 40 км/ч. Кроме того, благодаря лебедке со стальным буксирным тросом и тяговым усилием до 15 т, Се-Ри мог осуществлять в полевых условиях ремонт и эвакуацию средних танков.
Машины была разработана в 1939 году, всего было изготовлено 3 опытных экземпляра.